# The Golden Supper
The Golden Supper è un cortometraggio del 1910 diretto da David W. Griffith.
Fu l'unica sceneggiatura firmata nella sua carriera da Dorothy West, un'attrice che girò moltissimi film diretta da Griffith.

## Produzione
Il film fu prodotto dalla Biograph Company, girato a Greenwich nel Connecticut.

## Distribuzione
Distribuito dalla General Film Company, il film - un cortometraggio di una bobina - uscì nelle sale cinematografiche statunitensi il 12 dicembre 1910.

### Data di uscita
- USA	12 dicembre 1910
- USA	    27 marzo 1916
- The Golden Supper  USA  (titolo originale)